# 23 Dywizja Strzelców
23 Dywizja Strzelców (RFSRR) – dywizja piechoty Armii Czerwonej okresu wojny polsko-bolszewickiej. Wchodziła w skład 9 Armii.
Wiosną 1919 jej żołnierze wzięli udział w natarciu Armii Czerwonej nad Dońcem. Następnie walczyli nad Wołgą przeciwko Piotrowi Wranglowi, a później przy wsparciu Zielonych (eserowców) – na Kubaniu.